# 修廷獻
修廷獻（？—17世紀），字芹我，山東兗州府單縣人，明末清初政治人物。

## 生平
崇禎六年（1633年），修廷獻中式山東鄉試舉人，崇禎十年（1637年）成進士，都察院觀政，十一年授順德府推官，十四年調任永平，十五年入朝為兵部武库司主事，十六年升郎中。
不久，修廷獻得任命為山西大同府知府，未赴任，調往河南府，大順政權曾授與他兵政府主事官職，並未赴任。弘光時，興平伯高傑部下不法擾民，他不因對方手握兵權而公正執法。
明亡，修廷獻降清，任浙江寧波府知府，贖回遭掠去的婦女數百人，於鄉試提拔寒士，包括康熙二十七年戊辰科會元范光陽。

## 家族
曾祖修英，世职濟寧衛百户；祖修德，世职百户；父修羽，冠带舍人。

## 引用
1. 1 2  錢海岳《南明史·卷三十五·列傳第十一》：（弘光）時河南疆吏：……修廷獻，單縣人。崇禎十年進士。河南知府，降清。
2. ↑  四庫全書《山東通志·卷十五之一·選舉志》：癸酉科 崇禎六年 ……修廷獻 濟寧州人，丁丑進士
3. ↑  《崇祯十年丁丑科进士三代履历》：修廷献，曾祖英，世职百户；祖德，世职百户；父羽，冠带舍人。芹我，易一房，丙午正月十九日生，济宁卫官籍，癸酉八十一名，会二百五十五名，三甲二百十二名，都察院观政，戊寅授顺德府推官，辛巳調永平，壬午升兵部武库司主事，癸未升郎中，甲申升大同知府。
4. ↑  《明季北略·卷二十二》：修廷獻，山東兗州府兗寧州人。崇禎丁丑進士，官（偽兵部）主事。
5. ↑  乾隆《曹州府志·卷十五·人物》：修廷獻 字芹我，單縣人，前丁丑進士。初任順德司李，調永平，遷部郎，出為山西大同知府未赴。補河南府，時興平伯高傑軍橫擾民，廷獻執法不避，竟移鎮；再調寧波府，贖歸被掠婦女數百人，又力拔寒畯成名者甚眾，戊辰會元范光陽其一也。